# Polygonum turgidum
Polygonum turgidum là một loài thực vật có hoa trong họ Rau răm. Loài này được Thuill. miêu tả khoa học đầu tiên.